# Манна, Мухаммад Афзал
Мухаммад Афзал Манна (англ. Muhammad Afzal Manna, 10 декабря 1938) — пакистанский хоккеист (хоккей на траве), нападающий. Серебряный призёр летних Олимпийских игр 1964 года.

## Биография
Мухаммад Афзал Манна родился 10 декабря 1938 года.
В 1958 году в составе сборной Пакистана завоевал золотую медаль хоккейного турнира летних Азиатских игр в Токио.
В 1964 году вошёл в состав сборной Пакистана по хоккею на траве на Олимпийских играх в Токио и завоевал серебряную медаль. Играл на позиции нападающего, провёл 8 матчей, забил 4 мяча (три в ворота сборной Южной Родезии, один — Новой Зеландии).
В 1958—1964 годах провёл за сборную Пакистана 19 матчей, забил 12 мячей.